# Erromenus legnotus
Erromenus legnotus là một loài tò vò trong họ Ichneumonidae.